# Высокая (река)
Высокая, Высоковка — река в России, протекает в Макарьевском районе Костромской области. Устье реки находится в 97 км по левому берегу реки Белый Лух. Длина реки составляет 10 км.
Исток находится в лесах в 16 км к юго-востоку от села Тимошино. Река течёт на север, имеет правый приток — ручей Бурчало. В верховьях — нежилая деревня Высокая. Всё течение реки проходит по территории бывшего лагеря Унжлаг.

## Данные водного реестра
По данным государственного водного реестра России относится к Верхневолжскому бассейновому округу, водохозяйственный участок реки — Унжа от истока и до устья, речной подбассейн реки — Бассейн притоков Волги ниже Рыбинского водохранилища до впадения Оки. Речной бассейн реки — (Верхняя) Волга до Куйбышевского водохранилища (без бассейна Оки).
Код объекта в государственном водном реестре — 08010300312110000016614.